# Военно-воздушная академия имени профессора Н. Е. Жуковского и Ю. А. Гагарина (Монино)
Федеральное государственное военное образовательное учреждение высшего профессионального образования "Военный учебно-научный центр Военно-воздушных сил «Военно-воздушная академия орденов Ленина, Октябрьской Революции, Жукова Краснознамённая имени профессора Н. Е. Жуковского и Ю. А. Гагарина» — бывшее высшее военное учебное заведение.
Создано распоряжением Правительства РФ от 7 марта 2008 года № 283-р в результате объединения двух академий Военно-воздушных сил РФ: ВВИА им. Н. Е. Жуковского и ВВА им. Ю. А. Гагарина.
Предельная численность военнослужащих и гражданского персонала академии устанавливалась в количестве 4614 единиц и ассигнования на её содержание в 2008 году в размере 794 370,77 тыс. рублей за счёт средств федерального бюджета, выделяемых Минобороны России.
Предусматривалось планомерное (до 2011 года) перемещение ВВИА имени профессора Н. Е. Жуковского из Москвы в Монино.
Распоряжением Правительства Российской Федерации от 24 декабря 2008 г. № 1951-р (в более поздней редакции) к Военно-воздушной академии имени профессора Н. Е. Жуковского и Ю. А. Гагарина был присоединён ряд военных училищ (в качестве обособленных структурных подразделений) и академия получила наименование «Военный учебно-научный центр Военно-воздушных сил „Военно-воздушная академия имени профессора Н. Е. Жуковского и Ю. А. Гагарина“» (г. Москва, пос. Монино, Щёлковский район Московской области). Сокращённо — ВУНЦ ВВС ВВА.
Присоединены были следующие училища:
- «Ейское высшее военное авиационное училище (военный институт) имени дважды Героя Советского Союза летчика-космонавта СССР В. М. Комарова»
- «Краснодарское высшее военное авиационное училище летчиков (военный институт) имени Героя Советского Союза А. К. Серова»
- «Санкт-Петербургское высшее военное училище радиоэлектроники (военный институт)»
- «Сызранское высшее военное авиационное училище летчиков (военный институт)»
- «Ставропольское высшее военное авиационное инженерное училище (военный институт) имени маршала авиации В. А. Судца»
- «Челябинское высшее военное авиационное училище штурманов (военный институт)»
- «Ярославское высшее зенитное ракетное училище противовоздушной обороны (военный институт)».

Распоряжением Правительства Российской Федерации от 11 ноября 2009 г. № 1695-р (более поздняя редакция) указанные училища стали филиалами ВУНЦ ВВС ВВА. Численность военнослужащих и гражданского персонала ВУНЦ ВВС ВВА была установлена на уровне 37 481 человек. Размер ассигнований — 2 758 814,7 тыс. рублей (2008 г.).
Специальности, по которым в академии осуществлялась подготовка специалистов:
- Управление воинскими частями и соединениями
- Исследование природных ресурсов аэрокосмическими средствами
- Электроника и автоматика физических установок
- Робототехнические системы авиационного вооружения
- Техническая эксплуатация летательных аппаратов и двигателей
- Техническая эксплуатация авиационных электросистем и пилотажно-навигационных комплексов
- Техническая эксплуатация транспортного радиооборудования
- Метрология и метрологическое обеспечение
- Средства радиоэлектронной борьбы
- Программное обеспечение вычислительной техники и автоматизированных систем

Приказ Минобороны РФ от 12 июля 2011 г. № 1136 серьёзно изменил направление реформирования академий. Предписывалось передать в течение полутора месяцев (до 1 сентября 2011 г.) «подготовку обучающихся из Военно-воздушной академии имени профессора Н. Е. Жуковского и Ю. А. Гагарина (г. Москва, пос. Монино, Щёлковский район Московской области) в Военный авиационный инженерный университет (ВАИУ) (г. Воронеж)». с одновременным его переименованием на ФГКВОУ ВПО «Военный учебно-научный центр Военно-воздушных сил „Военно-воздушная академия имени проф. Н. Е. Жуковского и Ю. А. Гагарина“ (г. Воронеж)»
По заявлению Главнокомандующего ВВС генерал-полковника Александра Зелина, «У нас Воронеж готовит весь личный состав, который связан с вопросами всестороннего обеспечения авиационной деятельности. Тылового, технического. Всего, что с этим связано. Непосредственно лётчиков мы готовим в Краснодаре. А академическое образование, я не уточнил, которое мы получали в Академии Жуковского и Гагарина, оно упраздняется. Мы переходим на курсовую подготовку. Второго диплома мы выдавать не будем. Мы будем выдавать соответствующий документ по окончанию курсов. И дальше на каждую предстоящую должность офицер будет готовиться конкретно на таких курсах. Это будет происходить в Воронеже и Липецке на оперативно-тактическом уровне.»
Этим же приказом (№ 1136) упразднялись филиалы ВУНЦ ВВС ВВА в Ейске (Краснодарский край), Санкт-Петербурге и Челябинске. Приказ подписан Министром обороны Российской Федерации А. Э. Сердюковым, приложение к приказу —- руководителем Департамента образования Минобороны РФ Е. Г. Приезжевой. Де-юре, приказ не упразднял ВУНЦ ВВС ВВА. Однако это произошло де-факто, поскольку осуществление образовательной деятельности было основным предназначением академии. И передача подготовки обучающихся в ВАИУ на практике означала конец существования ВУНЦ ВВС ВВА в Монино.
Подавляющее большинство профессорско-преподавательского состава ВУНЦ ВВС ВВА отказалось переезжать в Воронеж. Более полутора тысяч человек в Монино были уволены. Приказ Минобороны вызвал жёсткую критику со стороны научно-педагогической общественности академии. Выразителем этой позиции стал руководитель рабочей группы учёного совета академии Иван Николаевич Найдёнов (генерал-лейтенант авиации в отставке, бывший заместитель начальника Военно-воздушной академии им. Ю. А. Гагарина по учебной и научной работе, доктор военных наук, профессор, заслуженный деятель науки Российской Федерации; ранее — начальник Научно-исследовательского центра систем управления ВВС в составе 30-го Центрального НИИ Минобороны России).
Необходимость реорганизации НИУ и ВВУЗов ВВС осознавалась на всех уровнях управления с конца 1980-х годов. Варианты обсуждавшейся реорганизации включали разные формы объединения ВВИА им. Н. Е. Жуковского и ВВА им. Ю. А. Гагарина, а иногда и 30-го Центрального НИИ Минобороны. Критериями эффективности преобразований были не только уровень сокращения личного состава и бюджетных ассигнований, но и сохранение научного и педагогического потенциала НИУ и ВВУЗов. По мнению И. Н. Найдёнова, в результате реформы 2011 года потенциал ВВА был практически потерян, и восстановление утраченных позиций в воронежском ВАИУ займёт не менее 10—15 лет.
В конце сентября 2011 года, когда полным ходам шла реализация приказа Министра обороны № 1136 (оборудование ВУНЦ ВВС ВВА перевозилось в Воронеж, увольнялись сотрудники академии в Монино и Москве), было опубликовано распоряжение Правительства Российской Федерации от 27 сентября 2011 г. № 1639-р. Это распоряжение требовало: создать: …федеральное государственное казенное военное образовательное учреждение высшего профессионального образования ВУНЦ ВВС ВВА Минобороны России путём изменения типа существующего федерального государственного военного образовательного учреждения высшего профессионального образования ВУНЦ ВВС ВВА, сохранив его основные цели деятельности и предельную штатную численность.

## Награды
1 августа 2012 года в соответствии с приказом Министра обороны Российской Федерации от 16 июня 2012 года № 1515 и директивой Генерального штаба Вооружённых сил Российской Федерации от 25 июня 2012 года № 314/10/2801 государственные награды, знаки отличия, награды иностранных государств Военно-воздушной инженерной орденов Ленина и Октябрьской революции Краснознаменной академии имени профессора Н. Е. Жуковского, Военно-воздушной Краснознаменной ордена Кутузова академии имени Ю. А. Гагарина, Военного авиационного инженерного университета переданы в ВУНЦ ВВС Военно-воздушная академия имени профессора Н. Е. Жуковского и Ю. А. Гагарина (Воронеж), как правопреемнику прославленных вузов ВВС:

### Военно-воздушная инженерная академия имени Н. Е. Жуковского
- Орден Ленина (1933 год)
- Орден Красного Знамени (1945 год)
- Орден Октябрьской Революции (1970 год)
- Орден «Народная Республика Болгария I степени» (1970 год)
- Орден «За заслуги перед народом и Отечеством» в (золоте) (ГДР, 1973 год)
- Орден «Дружбы» (Вьетнам, 1977 год)
- Командорский крест со звездой ордена «За заслуги Польской Народной Республики» (1978 год)
- Орден Красной Звезды (Венгрия, 1985 год)

### Военно-воздушная академия имени Ю. А. Гагарина
- Орден Красного Знамени (1945 год)
- Орден Кутузова I степени (1968 год)
- Орден «Народная республика Болгария I степени» (1970 год)
- Орден «За заслуги перед народом и Отечеством» в золоте (ГДР, 1972 год)
- Орден «Знамя труда I класса» (Польша, 1973 год)
- Орден Красного Знамени (Чехословакия, 1978 год)
- Орден Боевого Красного Знамени (Монголия, 1979 год)
- Орден Воинской Доблести I степени (Вьетнам, 1983 год)
- Орден Красного Знамени (Венгрия, 1988 год)
- Медаль «За заслуги перед ЧНА» I степени (Чехословакия, 1990 год)
- Орден Антонио Масео (Куба, 1991 год)

Военно-воздушная академия имени Н. Е. Жуковского и Ю. А. Гагарина
- Орден Жукова (2020 год)